# Apanteles odites
Apanteles odites är en stekelart som beskrevs av Nixon 1965. Apanteles odites ingår i släktet Apanteles och familjen bracksteklar. Inga underarter finns listade i Catalogue of Life.